# Donnerschwee
Donnerschwee ist ein Stadtteil der Stadt Oldenburg (Oldenburg) in Niedersachsen.

## Geschichte
Donnerschwee im Nordosten der Stadt Oldenburg ist aus einem alten Bauerndorf hervorgegangen, das vermutlich seit dem 9. Jahrhundert bestand. Seit dem 11. Jahrhundert bestand bei Donnerschwee eine Burg. Die erste urkundliche Erwähnung erfolgte 1237 als „Thonerswe“. Aber Funde aus Grabungen belegen, dass schon vor 4000 Jahren  Menschen hier lebten. Wie auch die anderen alten Dörfer der Region war Donnerschwee eine Esch-Siedlung.
Donnerschwee gehörte seit alten Zeiten zur Hausvogtei Oldenburg. Nach der Franzosenzeit (1810–1813) wurde das Dorf Teil der Landgemeinde Oldenburg. 1897 wurde die Landgemeinde aufgeteilt; Donnerschwee wurde Teil der Gemeinde Ohmstede. Durch die Verwaltungsreform von 1933 kam der größte Teil der Gemeinde Ohmstede mit Donnerschwee an die kreisfreie Stadt Oldenburg.
Bereits 1613 wird der Erbkrug Zum Roten Hause als Ausflugslokal genannt. Das Lokal erlaubte einen weiten Blick auf die Donnerschweer Wiesen. Es wurde 1969 abgebrochen. An seiner Stelle steht jetzt das Zentrum für Aus- und Weiterbildung (ZAW) der EWE AG.

## Sehenswürdigkeiten

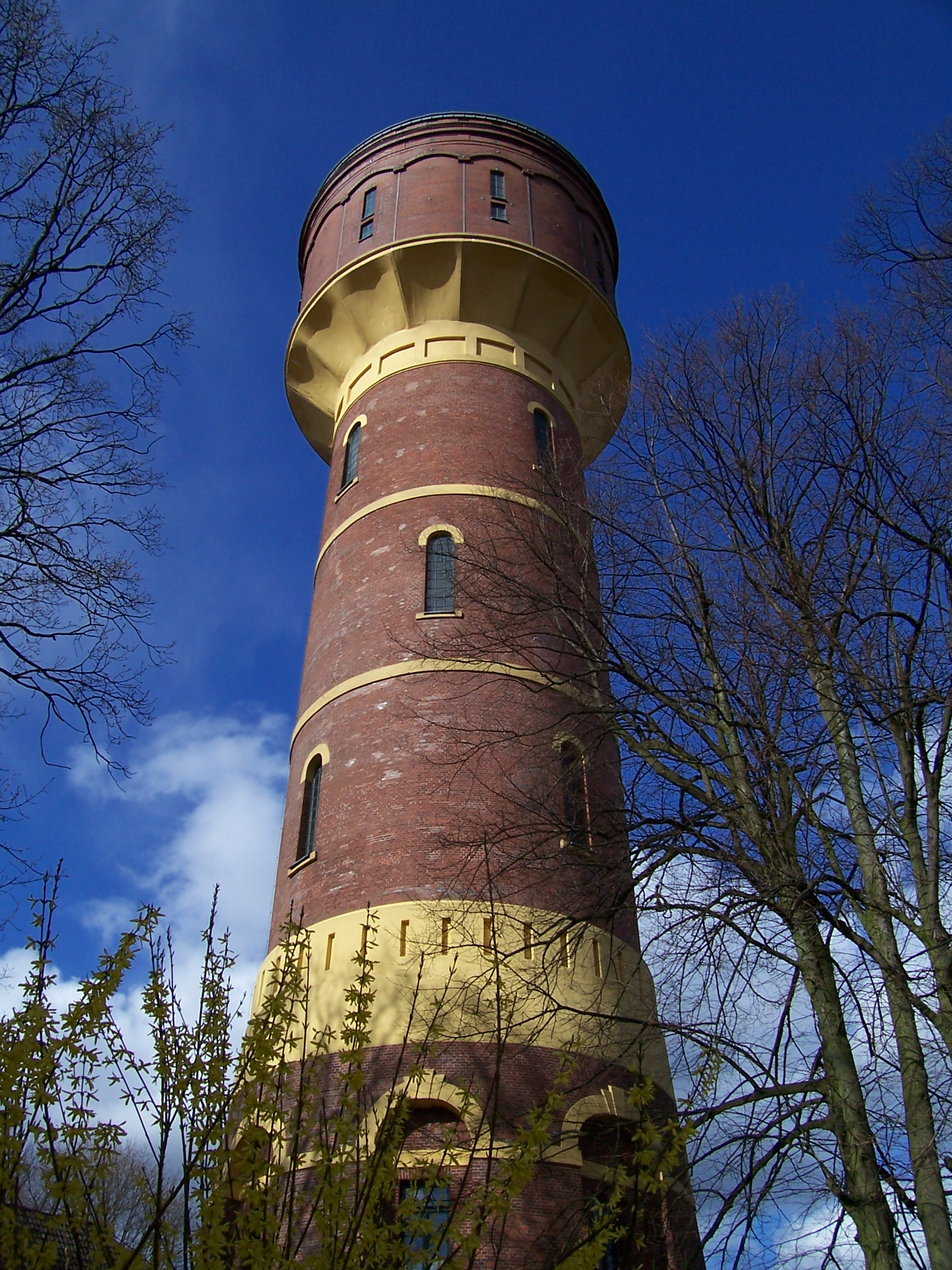
Wasserturm Oldenburg-Donnerschwee

Als Wahrzeichen des Stadtteils gilt der an der Donnerschweer Straße gelegene Wasserturm von 1896.

## Verkehrsanbindung
Donnerschwee ist durch die Buslinien 318, 322 und 323 der Verkehr und Wasser GmbH an die Oldenburger Innenstadt angeschlossen.